# خوک‌ماهی دماغ‌سفید
خوک‌ماهی دماغ‌سفید (نام علمی: Perryena leucometopon) نام یک گونه از تیره خوک‌ماهیان است.